# Lymphocystivirus
Lymphocystivirus (LCDV, auch LCV) ist eine Gattung von Riesenviren (Nucleocytoviricota, NCLDVs) aus der Familie der Iridoviridae, Unterfamilie Alphairidovirinae.
Die natürlichen Wirte der Lymphocystiviren sind Fische, und zwar wie auch die beiden anderen Gattungen Megalocytivirus und Ranavirus der Unterfamilie Alphairidovirinae Echte Knochenfische (Teleostei), bei denen sie tumorähnliche Hautwucherungen verursachen.
Die ehemalige Typusspezies ist Lymphocystivirus platichthys1 mit Lymphocystis disease virus 1 (LCDV-1).

## Wirte
LCDV-1 (auch LCV-1) infiziert die (Europäische) Flunder (Platichthys flesus) und die (Europäische) Scholle (auch Goldbutt, Pleuronectes platessa).
LCV-2 infiziert die Kliesche (auch Eisflunder, Limanda limanda).
Lymphocystis-Virus C (LCDV-C) infiziert offenbar die Japanische Flunder (englisch olive flounder, Paralichthys olivaceous).
Lymphocystiviren infizieren insgesamt weltweit mehr als 140 Süßwasser- und Meeresspezies
aus mindestens 42 Familien und verursachen die chronische Krankheit Lymphocystis.
Zwar haben Lymphozystiviren bisher im Gegensatz zu Megalozytiviren und Ranaviren keine Massensterben verursacht.
An Lymphocystis erkrankte Fische weisen deutlich sichtbare papillomähnliche Hautläsionen auf, die ihren kommerziellen Wert erheblich verringern.
Mit Stand 2006 waren keine Impfstoffe gegen Lymphocystis-Viren erhältlich.

## Aufbau
Die Viruspartikel (Virionen) der Gattung Lymphocystivirus sind behüllt und haben ikosaedrische und polyedrische Geometrie mit T=189–217-Symmetrie. Ihr Durchmesser liegt bei 120–350 nm.

## Genom
Das Genom ist unsegmentiert, linear und besteht aus doppelsträngiger DNA (dsDNA). Die Länge beträgt ungefähr 100 kb.
Das Genom von LCV-1 hat eine Länge von mindestens 102,7 kbp und 195 potenziellen offenen Leserahmen (englisch open reading frames, ORFs) und kodiert unter anderem für zwei DNA-abhängige RNA-Polymerase-Untereinheiten, eine DNA-Methyltransferase, eine DNA-Polymerase, eine Guanosintriphosphatphosphohydrolase (GTPase), eine Helikase, Proteinkinasen, eine Ribonukleosiddiphosphatreduktase und Zinkfingerproteine.
Das Genom von LCV-2 ähnelt dem von LCV-1, ist jedoch mit einer Länge von etwa 98 kbp etwas kleiner.

## Vermehrungszyklus
Lymphocystiviren lagern sich an die Wirtszelle an und treten durch eine Rezeptor-vermittelte Endocytose ein, ähnlich wie bei anderen Mitgliedern der Iridoviridae
Die eingedrungenen Viruspartikel sind unbeschichtet und bewegen sich zum Zellkern, wo die DNA-Replikation über eine viruskodierte DNA-Polymerase beginnt.
Die virale DNA wandert dann in das Zytoplasma, wo eine zweite Stufe der DNA-Replikation stattfindet, bei der DNA-Concatemere gebildet werden. Die konkatamerische Virus-DNA wird anschließend in Virionen verpackt.
Das Genom von Ranavirus weist wie bei anderen Iridoviridae terminal redundante DNA auf.
Die Transkription ist DNA-gestützt.

## Systematik
Die innere Systematik der Gattung Lymphocystivirus ist noch in der Diskussion, ICTV und NCBI differieren etwas. Die Systematik mit Stand 30. April 2024 nach ICTV (inkl. einiger Vorschläge nach NCBI in doppeltan Anführungszeichen) ist wie folgt:

Familie Iridoviridae
- Unterfamilie Alphairidovirinae

- Gattung Lymphocystivirus

- Spezies Lymphocystivirus micropogonias1 mit

- Lymphocystis disease virus 4 (LCDV-4)

- Spezies Lymphocystivirus paralichthys1 mit

- Lymphocystis disease virus 2 (LCV-2, LCDV-2)
- Dab lymphocystis disease virus
- Lymphocystis disease virus-China alias Lymphocystis disease virus - isolate China (LCDV-C)

- Spezies Lymphocystivirus platichthys1 (ehem. Typusspezies) mit

- Lymphocystis disease virus 1 alias Fish lymphocystis disease virus (LCDV-1, LCV-1, LDV-1, FLCDV, FLDV)

- Spezies Lymphocystivirus sparus1 mit

- Lymphocystis disease virus 3 (LCV-3, LCDV-3,)

- Spezies „Lymphocystis disease virus Sa“ (LCDV-Sa, Vorschlag)